# Castelul din Luțk
Castelul din Luțk (în ucraineană Луцький замок, transliterat: Luțkîi zamok, în poloneză Zamek w Łucku), cunoscut local și sub denumirea de Castelul lui Liubart (în lituaniană Liubarto pilis, în ucraineană Замок Любарта, transliterat: Zamok Liubarta) sau Castelul de Sus (în lituaniană Lucko aukštutinė pilis, în ucraineană Верхній замок, transliterat: Verhnii zamok), a fost construit la mijlocul secolului al XIV-lea ca reședință fortificată a lui Liubartas (Lubart), fiul lui Gediminas și ultimul conducător al Galiției-Volîniei unite. Este cel mai important monument din Luțk, Ucraina, și, ca atare, apare reprezentat pe bancnota de 200 de grivne. (Un alt castel din oraș, cunoscut sub numele de Castelul de Jos, construit de familia Czartoryski începând cu secolul al XIV-lea, se află astăzi în ruină.)

## Istorie
Orașul Luchesk din perioada Rusiei Kievene avea un zid de lemn încă din anul 1075, când Boleslau cel Îndrăzneț l-a asediat timp de șase luni. În 1149, Iuri Dolgoruki nu a reușit să cucerească Luțkul, în ciuda unui asediu de șase săptămâni. În 1255, zidurile orașului au fost luate cu asalt de Kuremsa, nepotul hanului Jochi.
Castelul actual, care se înalță deasupra râului Stîr, a fost construit în mare parte în anii 1340, deși unele segmente ale zidurilor mai vechi au fost integrate în noua construcție. De-a lungul timpului, a rezistat asediilor mai multor suverani puternici, printre care Cazimir cel Mare (1349), Vladislav al II-lea al Poloniei (1431) și Sigismund Kęstutaitis (1436). Pe lângă nobilii lituanieni adunați aici împreună cu Marele Duce Suprem al Lituaniei, Vladislav al II-lea, și Marele Duce Vytautas, la Congres au participat și împăratul romano-german Sigismund, marele cneaz al Moscovei Vasili al II-lea și voievodul muntean Dan al II-lea.
În timpul lungii domnii a lui Vytautas, Castelul din Luțk a fost consolidat suplimentar pentru a face față noilor amenințări reprezentate de artilerie și armele de foc. Intrarea principală, astăzi zidită, se afla pe latura vestică și era legată de un pod ce traversa șanțul exterior. Cele trei turnuri principale – „Lubart”, „Švitrigaila” (ambele denumite după prinți lituanieni) și „Episcopului” – au fost ridicate sau completate în cursul secolelor al XVI-lea și al XVII-lea.
Zidurile castelului înconjurau odinioară Catedrala „Sfântul Ioan”, un palat al marilor duci și un palat episcopal. Dintre aceste clădiri, doar palatul episcopilor, refăcut în stil neoclasic, s-a păstrat până astăzi.
La 2 iulie 1941, un număr de 1.160 de evrei au fost uciși între zidurile castelului. Până în prezent, nu există niciun monument sau placă memorială care să amintească de această tragedie.